# احمد ابراهیمی (فیلم‌بردار)
احمد ابراهیمی (زادهٔ ۱۳۲۳ - درگذشتهٔ ۱۰ مرداد ۱۳۸۷) بازیگر و فیلم‌بردار اهل ایران است.

## بازیگر
- طوطیا (۱۳۷۷)
- سلطان (۱۳۷۵)
- دایره مینا (۱۳۵۷)
- زنبورک (۱۳۵۴)

## فیلم‌بردار
- شمارش معکوس (۱۳۷۶)
- تنگنا (۱۳۷۴)
- حمله خرچنگها (۱۳۷۱)
- پول خارجی (۱۳۶۸)
- بوعلی سینا (۱۳۶۶)
- بن‌بست (۱۳۵۶)
- سوته‌دلان (۱۳۵۶)
- ملکوت (۱۳۵۵)
- طبیعت بی‌جان (۱۳۵۳)

## کمک فیلم‌بردار
- گدایان تهران (۱۳۴۵)